# アベバ・アレガウィ
アベバ・アレガウィ・ゲブレツァディク（アムハラ語: አበባ አረጋዊ、ラテン文字表記：Abeba Aregawi Gebretsadik、1990年7月5日 - ）は、エチオピア生まれの陸上競技選手。中距離走、特に1500mを専門とし、2012年12月よりスウェーデン代表として競技している。
アレガウィは、エチオピアティグレ州にある小さな町・アディグラトで生まれ育ち、陸上競技大会に初出場したのは16歳と遅めであった。2012年までは母国のエチオピア代表として競技に取り組んできた。2009年にスウェーデンを拠点に生活するエチオピア人男性のエノク・ウェルデゲブリエル（Henok Weldegebriel）と結婚し、2012年までストックホルムに居住した。その後、マラソン選手のイエマネ・アドハネ・ツェガエと再婚し、生活拠点をアディスアベバに移した。
ストックホルムに拠点を置くハンマルビーIF（Hammarby IF）に所属し、その代表的な選手である。2012年6月にスウェーデン国籍を取得し、同年12月からスウェーデン代表として大会に出場するようになった。このため、ロンドンオリンピックにはエチオピア代表として出場した。

## 経歴

### 2009 - 2011年
アレガウィは2009年のエチオピア選手権で800mに出場し、同種目で3度優勝経験を持つメスタワト・タデッセ（Mestawat Tadesse）を破って金メダルに輝く快挙を成し遂げ、鮮烈なデビューを果たす。その後、ヨーロッパでの大会を数多く経験し、モロッコのタンジェで自己新記録2分01秒98をマークする。800mは同年のアフリカジュニア選手権が最高潮に達し、キャスター・セメンヤを追って銅メダルを獲得した。
2010年になってアレガウィは1500mに転向、ソレントゥナグランプリとナイトオブアスレチックスを制し、特にナイトオブアスレチックスでは自己新記録4分01秒96をマークした。この年に初めてダイヤモンドリーグに参戦し、DNガランで4位、ヴェルトクラッセチューリッヒで7位に入賞した。
2011年は室内競技会で好成績を収め、デュッセルドルフ、フランダース国際、バーミンガム、ストックホルムの4大会を制覇、ストックホルムでは4分01秒47の自己新記録も樹立した。しかし屋外での大会には、怪我の影響で1度しか出場できなかった。

### 2012年
2012年のダイヤモンドリーグでは1500mで世界のトップ選手の1人として浮上し、最終的に年間優勝を収めた。上海ゴールデングランプリではゲンゼベ・ディババに次ぎ2位に入り、自己新記録3分59秒23を出した。そしてゴールデンガラでは3分56秒54を叩き出し、エチオピア記録をも破ってディババを下した。スウェーデン国籍を取得する直前にはビスレットゲームズで勝利を収めた。
同年6月20日に開かれたスウェーデンチーム選手権では、所属するハンマルビーIF代表として出場、800mと1500mの2冠を果たした。エチオピア代表として臨んだロンドンオリンピックでは、予選・準決勝とも全競技者中、最も良い記録を出して決勝進出を決めた。決勝ではゆっくりとした、選手間の駆け引きのあるレース展開となり、最終コーナーまでは優勝したアスル・チャクル・アルプテキンに付けていたが、最後の直線で加速され、付いていけなかったアレガウィは5位に沈んだ。のちに1位アスル・チャクル・アルプテキンと2位のガムゼ・ブルトにドーピングが発覚し、繰上げで銅メダルを獲得した。

### 2013年 -
2013年はイェーテボリで開かれたヨーロッパ室内選手権で、スウェーデン代表としての開幕試合を迎え金メダルを獲得した。同年のダイヤモンドリーグは最初の5つの大会で優勝した時点で残り2大会を残して年間優勝を決めた。ダイヤモンドリーグ第1戦のカタールスーパーグランプリで3分56秒60のスウェーデン新記録（前年に自身が樹立したエチオピア記録より0秒06遅い）を樹立し、4週間後にはオランダ・ヘンゲローで開催されたファニー・ブランカース＝クン・ゲームズで800mのスウェーデン新記録1分59秒20をマークした。どちらもマリン・エベルロフ＝クレープが約15年前に樹立した記録を更新したものであった。
モスクワで開催された世界選手権では1500mで金メダルを獲得し、スウェーデン勢として初めて中距離走種目でのメダル獲得を果たした。
エリクソングローブで開かれた、2014年のXLガランでは3分57秒91をマークし、ヨーロッパ室内記録を更新した。世界室内選手権では、ゲレテ・ブルカの持つ大会記録まであと1秒の4分00秒61で優勝した。ヨーロッパ選手権では同じエチオピア出身のシファン・ハッサン（オランダ）と優勝争いを展開し、2位に入った。

## 主な成績
| 年               | 大会                 | 開催地                    | 結果           | 記録           | 備考           |
| エチオピア代表   | エチオピア代表       | エチオピア代表            | エチオピア代表 | エチオピア代表 | エチオピア代表 |
| ---------------- | -------------------- | ------------------------- | -------------- | -------------- | -------------- |
| 2012             | オリンピック         | イギリス ロンドン         | 3位            | 4:11.03        |                |
| 2012             | ダイヤモンドリーグ   |                           | 年間優勝       | 1500m          |                |
| スウェーデン代表 |                      |                           |                |                |                |
| 2013             | ヨーロッパ室内選手権 | スウェーデン イェーテボリ | 1位            | 4:04.47        |                |
| 2013             | 世界選手権           | ロシア モスクワ           | 1位            | 4:02:67        |                |
| 2013             | ダイヤモンドリーグ   |                           | 年間優勝       | 1500 m         |                |
| 2014             | 世界室内選手権       | ポーランド ソポト         | 1位            | 4:00.61        |                |
| 2014             | ヨーロッパ選手権     | スイス チューリッヒ       | 2位            | 4:05.08        |                |

### 主な優勝歴
= IAAFダイヤモンドリーグの1競技会
| 2011 - PSB銀行ミーティング デュッセルドルフ - 室内フランダースミーティング ヘント - バーミンガム室内グランプリ バーミンガム - XLガラン ストックホルム 2012 - ゴールデンガラ ローマ - ビスレットゲームズ オスロ - ヴェルトクラッセチューリッヒ チューリッヒ | 2013 - XLガラン ストックホルム - カタールスーパーグランプリ ドーハ - アディダスグランプリ ニューヨーク - ゴールデンガラ ローマ - ファニー・ブランカース＝クン・ゲームズ ヘンゲロー（800 m） - 英国グランプリ バーミンガム - アスレティッシマ ローザンヌ - メモリアルバンダム ブリュッセル - フィンランド＝スウェーデン国際陸上競技大会 ストックホルム |

2014
- 世界室内陸上競技選手権大会 ソポト

## 個人記録
| 区分 | 種目   | 記録    | 開催地                      | 大会                                   | 日            | 備考                |
| ---- | ------ | ------- | --------------------------- | -------------------------------------- | ------------- | ------------------- |
| 屋外 | 800 m  | 1:59.20 | オランダ ヘンゲロー         | ファニー・ブランカース＝クン・ゲームズ | 2013年6月8日  | NR（ スウェーデン） |
| 屋外 | 1500 m | 3:56.54 | イタリア ローマ             | ゴールデンガラ                         | 2012年5月31日 | NR（ エチオピア）   |
| 屋外 | 1500 m | 3:56.60 | カタール ドーハ             | カタールスーパーグランプリ             | 2013年5月10日 | NR（ スウェーデン） |
| 室内 | 1500 m | 3:57.91 | スウェーデン ストックホルム | XLガラン                               | 2014年2月6日  | NR（ スウェーデン） |